# 70-я гвардейская самоходно-артиллерийская бригада
70-я гвардейская самоходная артиллерийская Невельско-Берлинская ордена Ленина, Краснознамённая, орденов Суворова, Кутузова и Богдана Хмельницкого бригада — воинское соединение Вооружённых Сил СССР в Великой Отечественной войне.

## История
Ведёт свою историю от 236-й отдельной танковой бригады, которая была сформирована в г. Горький в июле 1942 года.
В феврале 1944 года была переформирована в 22-ю самоходную артиллерийскую бригаду.
Высокое боевое мастерство личный состав бригады показал в феврале—марте 1945 года в Нижне-Силезской и Верхне-Силезской наступательных операциях.
За проявленные личным составом отвагу, стойкость, мужество, и организованность, умелое выполнение боевых задач бригада была удостоена гвардейского звания (17 марта 1945 года) и стала именоваться 70-й гвардейской самоходной артиллерийской бригадой.
За боевые отличия при разгроме войск противника юго-западнее г. Оппельн (Ополё) она была награждена орденом Кутузова 2-й степени (26 апреля 1945 года).
За высокую воинскую доблесть бригады в Берлинской и Пражской наступательных операциях, за была награждена орденом Богдана Хмельницкого 2-й степени (28 мая) и орденом Ленина (4 июня 1945 года), а также удостоена почётного наименования Берлинской (4 июня 1945 года).
За доблесть и мужество многие воины соединения награждены орденами и медалями; командир бригады подполковник Н. Ф. Корнюшкин удостоен звания Героя Советского Союза.

## Состав бригады
- Управление бригады
- Рота управления
- Разведывательная рота
- 1-й самоходно-артиллерийский дивизион (21 — СУ-57: 4 батареи, по 5 СУ-57, 1 СУ-57 — командира дивизиона)
- 2-й самоходно-артиллерийский дивизион (21 — СУ-57: 4 батареи, по 5 СУ-57, 1 СУ-57 — командира дивизиона)
- 3-й самоходно-артиллерийский дивизион (21 — СУ-57: 4 батареи, по 5 СУ-57, 1 СУ-57 — командира дивизиона)
- Моторизованный батальон автоматчиков
- Зенитно-пулемётная рота
- Рота технического обеспечения

## Подчинение
- В составе Действующей Армии с 17.03.1945 по 11.05.1945.

## Командование
Командиры бригады
- подполковник, с июня полковник Чупров Нил Данилович (июль 1942—октябрь 1943),
- полковник В. И. Приходько (ноябрь 1943— февраль 1945),
- подполковник Корнюшкин, Николай Фёдорович (февраль—май 1945).
- Начальники штаба бригады
- гв. подполковникКостин, Михаил Данилович май 1945

## Награды и наименования
| Награда (наименование)                | Дата                 | За что получена |
| ------------------------------------- | -------------------- | --- |
| Советская гвардия                     | 17 марта 1945 года   | за образцовое выполнение заданий командования и проявленные личным составом отвагу и мужество в боях с немецко-фашистскими захватчиками |
| Невельская                            | 7 октября 1943       | За отличие в боях при овладении г. Невель была удостоена почётного наименования Невельской |
| Берлинская                            | 4 июня 1945 года     | За боевые отличия при штурме советскими войсками г. Берлин удостоена почётного наименования Берлинской |
| Орден Ленина                          | 4 июня 1945 года     | За высокую воинскую доблесть бригады в Берлинской и Пражской наступательных операциях |
| Орден Красного Знамени                | 10.08.1944           | За образцовое выполнение заданий командования в боях с немецкими захватчиками, за овладение городом Львов и проявленные при этом доблесть и мужество |
| Орден Суворова II степени             | 19 февраля 1945 года | За образцовое выполнение заданий командования в ходе наступления к р. Одер (Одра) и при овладении гг. Милич и Равич (23 января) в Сандомирско-Силезской наступательной операции награждена орденом Суворова 2-й степени |
| Орден Кутузова II степени             | 26 апреля 1945       | За образцовое выполнение заданий командования при разгроме группировки немецко-фашистских войск северо-западнее Оппельн награждена орденом Кутузова 2-й степени |
| Орден Богдана Хмельницкого II степени | 28 мая 1945          | За образцовое выполнение заданий командования в боях при прорыве обороны немцев на реке Нейссе и овладении городами Коттбус, Люббен, Цоссен, Беелитц, Лукенвальде, Тройенбритцен, Цана, Маренфельде, Треббин, Рангсдорф, Дидерсдорф, Кельтов и проявленные при этом доблесть и мужество награждена орденом Богдана Хмельницкого 2-й степени |

## Герои Советского Союза
- Корнюшкин, Николай Фёдорович, гвардии подполковник, командир бригады.